# Pena de morte na Noruega

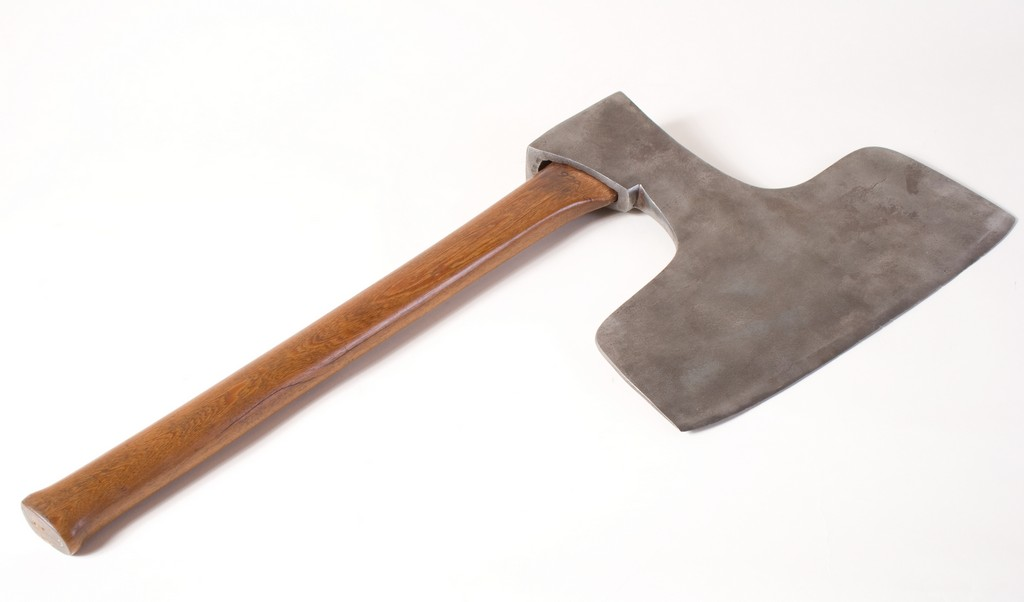
Machado de carrasco norueguês de 1742

A pena de morte na Noruega (em norueguês:  dødsstraff) é constitucionalmente proibida desde 2014.
Antes disso, havia sido completamente abolida em 1979 e, mais cedo, a partir de 1905, o código penal havia abolido a pena de morte em tempos de paz.
A última execução em tempos de paz foi realizada em 25 de fevereiro de 1876, quando Kristoffer Nilsen Grindalen foi decapitado em Løten, mas várias pessoas, principalmente noruegueses e alemães, foram executadas após a Segunda Guerra Mundial e os anos de ocupação nazista ; entre eles Vidkun Quisling.

## História
Além dos habituais crimes capitais de assassinato e traição, a lei norueguesa medieval exigia a execução também de pessoas que foram consideradas culpadas de bruxaria. Durante a caça às bruxas dos séculos XVI e XVII, cerca de 300 pessoas foram queimadas. Cerca de cem deles eram da região de Vardø. As mulheres no norte, especialmente em Finnmark, corriam um risco particular devido ao clero e às autoridades que acreditavam que o diabo residia nos confins do mundo.
A lei norueguesa do rei Christian V de 1687 descreveu vários crimes capitais. Uma lei de 16 de outubro de 1697 expandiu a pena para alguns assassinatos, acoplando a tortura às execuções. No caminho para o local da execução, o condenado seria picado com pinças em brasa e uma mão seria cortada antes da decapitação.
Em 1757, foi realizada a última execução conhecida por bestialidade na Noruega.

### Uso moderno
Até o século XIX, a lèse majesté poderia resultar em pena de morte. Em 1815, as formas mais desumanas de execução foram abolidas e a decapitação ou o fuzilamento eram os demais métodos autorizados. Os crimes capitais foram assassinatos premeditados ou hediondos, além de traição.
A Noruega aboliu a pena de morte por crimes civis em 1905, mas foi retida por certos crimes militares em tempos de guerra.
Durante a ocupação nazista da Noruega (1940 – 1945), a pena capital foi introduzida por Vidkun Quisling 's regime em setembro de 1942, e a primeira de um total de dezenove execuções foi realizada em 16 de agosto de 1943, quando o policial Gunnar Eilifsen foi executado por desobediência. Antes disso, a lei alemã se aplicava e quatrocentos noruegueses já haviam sido executados.
Em 1941, o gabinete de Nygaardsvold exilado em Londres permitiu a pena de morte após a guerra e expandiu seu escopo em 1942 para cobrir tortura e assassinato. O expurgo legal que se seguiu à ocupação resultou em várias sentenças de morte, das quais 37 pessoas, 25 noruegueses e 12 alemães, foram executados.
A última execução conhecida ocorreu em 27 de agosto de 1948, quando Ragnar Skancke foi colocado diante de um pelotão de fuzilamento na Fortaleza de Akershus.

### Convenção Europeia dos Direitos Humanos
Em 1988, a Noruega assinou o protocolo 6 da Convenção Europeia dos Direitos Humanos, que proíbe o uso da pena de morte em tempos de paz e ratificou o protocolo 13, que proíbe todo o uso da pena de morte em 2005. A Noruega geralmente se opõe à pena de morte também fora do país. O governo baniu o mulá Krekar da Noruega, mas não o enviou ao Iraque devido à possibilidade de ele ser acusado de crimes capitais em seu país natal. No caso Martine Vik Magnussen, a Noruega se recusou a cooperar com o governo iemenita, a menos que seja garantida a pena de morte.

### Proibição constitucional
A Constituição da Noruega foi extensivamente alterada em maio de 2014. O novo artigo 93 da Constituição proíbe explicitamente a pena de morte ( "Toda pessoa tem direito à vida. Ninguém pode ser condenado à morte. " ) Junto com tortura, punições desumanas ou degradantes e escravidão, e obriga o governo a se proteger contra essas práticas.

## Opinião pública
Pesquisas de opinião mostraram que cerca de 1 em cada 4 noruegueses apóia a pena de morte, com o maior apoio entre os eleitores do Partido Progress, entre os quais o apoio, expresso em uma pesquisa de 2010, é de 51%. Embora políticos do Partido do Progresso como Ulf Erik Knudsen e Jan Blomseth tenham manifestado apoio à pena de morte para casos flagrantes de estupro e assassinato, a política do partido se opõe à pena de morte.Uma pesquisa de opinião realizada após os ataques na Noruega em 2011 mostrou que a oposição à pena de morte permaneceu firmemente entrincheirada, com 16% de apoio e 68% de oposição.